# Pilot Mound (Iowa)
Pilot Mound es una ciudad ubicada en el condado de Boone en el estado estadounidense de Iowa. En el Censo de 2010 tenía una población de 173 habitantes y una densidad poblacional de 68,16 personas por km².

## Geografía
Pilot Mound se encuentra ubicada en las coordenadas 42°9′33″N 94°1′6″O / 42.15917, -94.01833. Según la Oficina del Censo de los Estados Unidos, Pilot Mound tiene una superficie total de 2.54 km², de la cual 2.54 km² corresponden a tierra firme y (0%) 0 km² es agua.

## Demografía
Según el censo de 2010, había 173 personas residiendo en Pilot Mound. La densidad de población era de 68,16 hab./km². De los 173 habitantes, Pilot Mound estaba compuesto por el 95.95% blancos, el 2.31% eran afroamericanos, el 0.58% eran amerindios, el 0% eran asiáticos, el 0% eran isleños del Pacífico, el 0% eran de otras razas y el 1.16% pertenecían a dos o más razas. Del total de la población el 0% eran hispanos o latinos de cualquier raza.